# Saint-Félicien (Quebec)
Saint-Félicien és una ciutat de la província del Quebec, Canadà. Està ubicada al comtat tradicional de Le Domaine-du-Roy i a la vegada a la regió administrativa de Saguenay-Lac-Saint-Jean. La seva població l'any 2006 era de 10,477 habitants.